# Julián Eduardo Palacios
Julián Eduardo Palacios (General Pico, Provincia de La Pampa, Argentina; 4 de febrero de 1999) es un futbolista argentino. Juega como mediocampista ofensivo y su primer equipo fue San Lorenzo de Almagro. Actualmente se encuentra en Unión de Santa Fe de la Liga Profesional. Es hermano del también futbolista Matías Palacios.

## Trayectoria

### San Lorenzo de Almagro
Debutó con la camiseta azulgrana el 23 de noviembre de 2019 en el empate 2-2 frente a Atlético Tucumán, ingresando a los 76 minutos en reemplazo de Marcelo Herrera y siendo dirigido por Diego Monarriz. Convirtió su primer gol como profesional el 9 de febrero de 2020 en el triunfo de San Lorenzo 1-0 ante Vélez Sarsfield.

### Banfield
En 2022 se marchó a préstamo sin cargo y con opción de compra a Banfield por el lapso de un año.

### Goiás
En enero del 2023 partió hacia Brasil para jugar en Goiás, cedido por San Lorenzo. Con el Esmeraldino se consagró campeón de la Copa Verde.

### Asteras Trípoli
Tras su paso por tierras brasileñas, Palacios se reincorporó a San Lorenzo pero el club decidió prestarlo nuevamente: el 27 de enero de 2024 fue anunciado oficialmente como nuevo jugador de Asteras Trípoli de la Superliga de Grecia, siendo esta su primera experiencia en el fútbol europeo.

### Unión de Santa Fe
Al volver de Grecia el jugador rescindió su contrato con el Ciclón y quedó en libertad de acción. Ya con el pase en su poder, en enero del 2025 se incorporó a Unión de Santa Fe.

## Clubes
- Actualizado al 15 de agosto de 2025

| Club                     | Div.                | Temporada           | Liga  | Liga  | Liga   | Copa nacional | Copa nacional | Copa nacional | Copa internacional | Copa internacional | Copa internacional | Total | Total | Total  |
| Club                     | Div.                | Temporada           | Part. | Goles | Asist. | Part.         | Goles         | Asist.        | Part.              | Goles              | Asist.             | Part. | Goles | Asist. |
| ------------------------ | ------------------- | ------------------- | ----- | ----- | ------ | ------------- | ------------- | ------------- | ------------------ | ------------------ | ------------------ | ----- | ----- | ------ |
| San Lorenzo Argentina    | 1.ª                 | 2019/20             | 10    | 1     | 0      | 0             | 0             | 0             | -                  | -                  | -                  | 10    | 1     | 0      |
| San Lorenzo Argentina    | 1.ª                 | 2020                | -     | -     | -      | 4             | 0             | 0             | -                  | -                  | -                  | 4     | 0     | 0      |
| San Lorenzo Argentina    | 1.ª                 | 2021                | 14    | 0     | 1      | 6             | 0             | 0             | 7                  | 0                  | 1                  | 27    | 0     | 2      |
| San Lorenzo Argentina    | Total               | Total               | 24    | 1     | 1      | 10            | 0             | 0             | 7                  | 0                  | 1                  | 41    | 1     | 2      |
| Banfield Argentina       | 1.ª                 | 2022                | 16    | 1     | 0      | 9             | 0             | 0             | 5                  | 0                  | 0                  | 30    | 1     | 0      |
| Banfield Argentina       | Total               | Total               | 16    | 1     | 0      | 9             | 0             | 0             | 5                  | 0                  | 0                  | 30    | 1     | 0      |
| Goiás · Brasil           | 1.ª                 | 2023                | 10    | 1     | 0      | 6             | 1             | 0             | -                  | -                  | -                  | 16    | 2     | 0      |
| Goiás · Brasil           | 1.ª                 | 2023                | 27    | 1     | 3      | 2             | 0             | 0             | 4                  | 0                  | 0                  | 33    | 1     | 3      |
| Goiás · Brasil           | Total               | Total               | 37    | 2     | 3      | 8             | 1             | 0             | 4                  | 0                  | 0                  | 49    | 3     | 3      |
| Asteras Trípoli · Grecia | 1.ª                 | 2023/24             | 11    | 0     | 0      | -             | -             | -             | -                  | -                  | -                  | 11    | 0     | 0      |
| Asteras Trípoli · Grecia | 1.ª                 | 2024/25             | 9     | 0     | 0      | 2             | 0             | 0             | -                  | -                  | -                  | 11    | 0     | 0      |
| Asteras Trípoli · Grecia | Total               | Total               | 20    | 0     | 0      | 2             | 0             | 0             | -                  | -                  | -                  | 22    | 0     | 0      |
| Unión Argentina          | 1.ª                 | 2025                | 18    | 1     | 2      | 1             | 0             | 0             | 3                  | 0                  | 0                  | 22    | 1     | 2      |
| Unión Argentina          | Total               | Total               | 18    | 1     | 2      | 1             | 0             | 0             | 3                  | 0                  | 0                  | 22    | 1     | 2      |
| Total en su carrera      | Total en su carrera | Total en su carrera | 115   | 5     | 6      | 30            | 1             | 0             | 19                 | 0                  | 1                  | 164   | 6     | 7      |

## Palmarés

### Campeonatos regionales
| Título     | Equipo | País   | Año  |
| ---------- | ------ | ------ | ---- |
| Copa Verde | Goiás  | Brasil | 2023 |